# TAS2R7
TAS2R7 (англ. Taste 2 receptor member 7) – білок, який кодується однойменним геном, розташованим у людей на короткому плечі 12-ї хромосоми. Довжина поліпептидного ланцюга білка становить 318 амінокислот, а молекулярна маса — 36 550.
| 10         |  | 20         |  | 30         |  | 40         |  | 50         |
| ---------- |  | ---------- |  | ---------- |  | ---------- |  | ---------- |
| MADKVQTTLL |  | FLAVGEFSVG |  | ILGNAFIGLV |  | NCMDWVKKRK |  | IASIDLILTS |
| LAISRICLLC |  | VILLDCFILV |  | LYPDVYATGK |  | EMRIIDFFWT |  | LTNHLSIWFA |
| TCLSIYYFFK |  | IGNFFHPLFL |  | WMKWRIDRVI |  | SWILLGCVVL |  | SVFISLPATE |
| NLNADFRFCV |  | KAKRKTNLTW |  | SCRVNKTQHA |  | STKLFLNLAT |  | LLPFCVCLMS |
| FFLLILSLRR |  | HIRRMQLSAT |  | GCRDPSTEAH |  | VRALKAVISF |  | LLLFIAYYLS |
| FLIATSSYFM |  | PETELAVIFG |  | ESIALIYPSS |  | HSFILILGNN |  | KLRHASLKVI |
| WKVMSILKGR |  | KFQQHKQI   |  |            |  |            |  |            |

A: Аланін

C: Цистеїн

D: Аспарагінова кислота

E: Глутамінова кислота

F: Фенілаланін

G: Гліцин

H: Гістидин

I: Ізолейцин

K: Лізин

L: Лейцин

M: Метіонін

N: Аспарагін

P: Пролін

Q: Глутамін

R: Аргінін

S: Серин

T: Треонін

V: Валін

W: Триптофан

Кодований геном білок за функціями належить до рецепторів, g-білокспряжених рецепторів, білків внутрішньоклітинного сигналінгу. 
Локалізований у мембрані.